# Gertcha
Gertcha is een nummer van het noveltyduo Chas & Dave uit 1979. Het stond oorspronkelijk op hun album Don't Give a Monkey's en werd in mei 1979 als single uitgebracht. Het kwam binnen op plaats 67 in de UK Singles Chart, steeg naar de 20ste plaats op 30 juni 1979, en bleef 8 weken in de hitparade staan.
De uitdrukking ‘gertcha!’ is Cockney voor ‘scheer je weg!’. In het nummer herinnert de zanger zich de vele malen dat hij zijn vader ‘gertcha, cowson!’ hoorde zeggen wanneer die zich ergens aan ergerde. In muzikaal opzicht is de song een voorbeeld van de humoristische Londense pubrock waarmee Chas & Dave beroemd zijn geworden en die wel als Rockney wordt omschreven.
Gertcha is een van de bekendste nummers van het duo, onder meer doordat het in een reclamespot voor de brouwerij Courage werd gebruikt.